# Люберецкое благочиние
Люберецкое благочиние — округ Подольской епархии Русской православной церкви, объединяющий приходы в пределах городских округов Люберцы, Лыткарино, Котельники и Дзержинский Московской области. В настоящее время в округе 12 приходов.
Благочинный округа (с 6 марта 2017 года) — священник Вячеслав Новак, настоятель Преображенского собора города Люберцы, член Епархиального совета.

## История
Образован в 1992 году путём выделения из Раменского благочиния. Ранее благочинными округа были настоятели Троицкого храма г. Люберцы протоиерей Владимир Гамарис (с июля 1992 по ноябрь 2002 года, ныне благочинный Раменского благочиния), иеромонах, ныне игумен Димитрий (Новосельцев; в 2002—2004 годах) и протоиерей Димитрий Мурзюков (в 2004—2017 годах), ныне благочинный Балашихинского благочиния.

## Храмы благочиния

### Село Жилино (городское поселение Томилино)
- Успенская церковь (храм не закрывался; почётный настоятель — протоиерей Владимир Ганин; настоятель — протоиерей Сергий Ганин)
- часовня Христа Спасителя

### село Коренево (посёлокКрасково)
- Преображенская церковь (настоятель — иерей Илия Семёнов)

### город Котельники
- церковь Казанской иконы Божией Матери (приход возобновлен в 1990 г., освящение престола состоялось в 1996 г.; настоятель — иерей Олег Лыткин)
- часовня Благовещения Пресвятой Богородицы

### посёлок Красково
- Церковь Владимирской иконы Божией Матери (настоятель — протоиерей Михаил Лебедев)

### город Лыткарино
- Петро-Павловская церковь (приход возобновлен в ноябре 1990 г., великое освящение состоялось 12 июля 2010 г.; настоятель — иерей Александр Плеханов).
- Никольская церковь (приписная к Петропавловской церкви; восстанавливается).
- церковь преподобномученицы Елисаветы при Лыткаринской городской больнице (освящена 22 мая 2008 г., приписная к Петропавловской церкви).

### город Люберцы
- Троицкий храм — «Наташинская церковь» (деревянная, освящена в 1913 г., не закрывалась; настоятель — протоиерей Петр Иванов)
- Собор Преображения Господня (освящен 14 сентября 2008 г.; настоятель — протоиерей Вячеслав Новак)
- Покровская церковь (северная сторона города, заложена 19 августа 2009 г., строящаяся) — в 2011 г. территория, на которой находится храм, передана в состав другого субъекта Российской Федерации — города федерального значения Москва (район Некрасовка).

#### Приписные
- церковь Луки Симферопольского
- церковь Сергия Радонежского
- церковь Иннокентия Московского
- больничный храм Рождества Иоанна Предтечи при 1-й районной больнице (пос. Красково)
- больничный храм Макария Алтайского при 2-й районной больнице
- часовня Всех святых
- часовня великомученика Пантелеимона
- часовня Александра Невского

### посёлок Малаховка
- Петро-Павловская церковь (Храм Апостолов Петра и Павла) (настоятель — протоиерей Александр Осипов)

### посёлок Октябрьский
- Троицкая церковь[3] (строящаяся, приход создан в 2004 г.;настоятель — протоиерей Андрей Борисович Михайлов)
- Церковь Сошествия Святого Духа (деревянная, приписная к Троицкой, богослужения начаты на праздник Троицы 2009 г.)

## Канцелярия благочиния
Московская область, город Люберцы, Октябрьский проспект, 117 (Преображенская церковь).